# Glypta imitator
Glypta imitator là một loài tò vò trong họ Ichneumonidae.